# Статица
Стàтица или по-рядко Статища (на гръцки: Μελάς, Мелас, до 1927 година Στάτιστα, Статиста) е село в Егейска Македония, Гърция, в дем Костур, област Западна Македония.

## География
Статица е най-северното село в дема и отстои на 30 километра северно от демовия център Костур и на 15 километра североизточно от Кореща (Неос Икисмос). Разположено е в областта Кореща (Корестия) между разклоненията на планината Вич (Вици) – Лисец, Голината и Лунджер. През Долна Статица минава образуваната от Плинската река и Кутанов трап река Белица, която разделя селото на Одонакна махала и Одовакна махала. В 1940 година горната махала на селото – Горна Статица, е отделена административно като самостоятелно село.
В Статица има Музей на Павлос Мелас. В селото е разположен Статишкият манастир „Свети Илия“.

## История

### В Османската империя
В XV век в Стадица са отбелязани поименно 95 глави на домакинства. В края на XIX век Статица е чисто българско село. Александър Синве („Les Grecs de l’Empire Ottoman. Etude Statistique et Ethnographique“), който се основава на гръцки данни, в 1878 година пише, че в Статича (Statitcha) живеят 900 гърци. В „Етнография на вилаетите Адрианопол, Монастир и Салоника“, издадена в Константинопол в 1878 година и отразяваща статистиката на населението от 1873 година, Статища (Statischta) е посочено като село в Костурска каза с 60 домакинства и 180 жители българи.
В селото в 70-те години е отворено българско училище. Гръцкият владика пристига в Статица, за да се опита лично да го закрие.
През 1896 година Гьорче Петров пише, че жителите на Статица са с арнаутски произход, но под влияние на околните села са загубили езика и народността си и се смятат за българи. Две години по-рано 60 от стоте къщи в селото са преминали под ведомството на Българската екзархия. Според статистиката на Васил Кънчов („Македония. Етнография и статистика“) в 1900 Статица има 600 жители българи християни.
На Етнографската карта на Битолския вилает на Картографския институт в София от 1901 година Старица е чисто българско село в Костурската каза на Корчанския санджак със 120 къщи.
В 1902 година по гръцки сведения в селото има 100 патриаршистки и 20 екзархийски семейства. След Илинденското въстание цялото село минава под върховенството на Българската екзархия. По данни на секретаря на екзархията Димитър Мишев („La Macédoine et sa Population Chrétienne“) в 1905 година в Статища има 960 българи екзархисти и функционира българско училище.
Гръцка статистика от 1905 година представя селото като гръцко с 600 жители. Според Георги Константинов Бистрицки Статица преди Балканската война има 100 български къщи.
По време на Балканската война един човек от Статица се включва като доброволец в Македоно-одринското опълчение.
В 1915 година костурчанинът учител Георги Райков пише:
| „ | 3/4 ч. на североизток от с. Кономлати до реката е разположено българското с. Статица с 250 къщи. Селото се дели на две махали: Горна и Долна Статица. Има си българска църква със свещеник поп Христо и българско училище с учител Траян Гаджов от същото село. Населението признава за духовен началник Българския Екзарх Йосиф I и говорят чисто български язик. | “ |

На етническата карта на Костурското братство в София от 1940 година, към 1912 година Горна и Долна Статица са обозначени като български селища.

### В Гърция
През войната селото е окупирано от гръцки части и остава в Гърция след Междусъюзническата война. В 1927 година селото е прекръстено на Мелас на името на гръцкия андарт Павлос Мелас, убит в селото в 1904 година. Между 1914 и 1919 година 9 души от Статица подават официално документи за емиграция в България, а след 1919 – 3. В селото има 1 политическо убийство. Емиграцията е много по-голяма, особено в посока отвъд океана.
Боривое Милоевич пише в 1921 година („Южна Македония“), че Горна Статица има 60 къщи славяни християни, а Долна Статица има 40 къщи славяни християни.
По време на Гръцката гражданска война селото пострадва силно – 53 души са убити, 66 семейства, общо 186 души се изселват в социалистическите страни, а 154 (или според други данни 135) деца са изведени от селото от комунистическите части като деца бежанци.
След войната започва масова емиграция отвъд океана в Австралия, САЩ и Канада.
| Име         | Име           | Ново име   | Ново име     | Описание                                  |
| ----------- | ------------- | ---------- | ------------ | ----------------------------------------- |
| Милкоцес    | Μίλκοτσες     | Плая Дина  | Πλαγιὰ Ντίνα |                                           |
| Чесала      | Τσέσαλα       | Каливия    | Καλύβια      | местност във Вич, СИ от Горна Статица     |
| Плитка река | Πλίντσκα Ρέμα | Мела Рема  | Μελᾶ Ρέμα    | река                                      |
| Бела малина | Μπέλα Μαλίνα  | Врисес     | Βρύσες       | местност във Вич                          |
| Истерно     | Ίστερνο       | Плая       | Πλαγιά       |                                           |
| Голината    | Γκολίνατα     | Гимнотопос | Γυμνότοπος   | връх във Вич (1918 m), С от Горна Статица |
| Буката      | Μπούκατα      | Оксиес     | Οξυές        | местност във Вич, СЗ от Статица           |

| Година    | 1913 | 1920 | 1928 | 1940 | 1951 | 1961 | 1971 | 1981 | 1991 | 2001 | 2011 | 2021 |
| --------- | ---- | ---- | ---- | ---- | ---- | ---- | ---- | ---- | ---- | ---- | ---- | ---- |
| Население | 609  | 550  | 501  | 495  | 233  | 221  | 187  | 114  | 97   | 96   | 88   | 70   |

- Икона на Рождество Христово, началото на XIX век
- Експонати от Музея на Павлос Мелас
- Униформа на гръцки андарт. Експонат от Музея на Павлос Мелас
- Експонати от Музея на Павлос Мелас

## Личности
Родени в Статица
- Атанас Василев (1882 – ?), български революционер
- Атанас Денев (Данев, 1874 – ?), македоно-одрински опълченец, жител на Черешово, нестроева рота на 9 велешка дружина, ранен на 7 ноември 1912 година[22]
- Илия Димовски (1908 – 1961), комунистически деец от Гърция и Югославия
- Ильо поп Стефо, арестуван през октомври 1903 година, обвинен в „разбойничество“, осъден на 5 години каторга, заточен в Диарбекир, амнистиран с общата амнистия от 12 април 1904 година[23]
- Константин (Дино) Стерьов Копелето, ренегат от ВМОРО, гръцки андарт
- Митре Никола, арестуван през октомври 1903 година, обвинен в „разбойничество“, осъден на 5 години каторга, заточен в Диарбекир, амнистиран с общата амнистия от 12 април 1904 година[23]
- Петре Никола, арестуван през октомври 1903 година, обвинен в „разбойничество“, осъден на 5 години каторга, заточен в Диарбекир, амнистиран с общата амнистия от 12 април 1904 година[23]
- Ристо Миляновски (р. 1936), писател от Северна Македония
- Танас Наки, арестуван през октомври 1903 година, обвинен в „разбойничество“, осъден на 5 години каторга, заточен в Диарбекир, амнистиран с общата амнистия от 12 април 1904 година[24]
- Христина Кадзакова (Χριστίνα Καντζάκη), гръцка андартска деятелка, агент от ІІІ ред[25]

Починали в Статица
- Павлос Мелас (1870 – 1904), гръцки военен, основоположник на Гръцката въоръжена пропаганда в Македония